# ActiveX
ActiveX je Framework technologie, kterou vyvinula společnost Microsoft pro sdílení informací mezi různými aplikacemi. ActiveX spolupracují pouze s aplikacemi, jako je Microsoft Word, Excel, Internet Explorer, PowerPoint a pracují pouze na počítači s operačním systémem Windows.
ActiveX jsou založeny na myšlence, že každá nová aplikace nemusí být programována od začátku „na zelené louce“. Programátoři si uvědomili, že mnoho aplikací v sobě obsahuje stejné funkce, které by mohly být mezi aplikacemi sdílené. Například stejná kontrola pravopisu se provádí ve Wordu i Outlook Expressu, proto namísto psaní dvou samostatných verzí kódu stačí napsat jednu verzi sdílenou oběma aplikacemi. Pomocí ActiveX tedy lze vytvářet stavební bloky, z nichž se pak sestaví větší aplikace.

## ActiveX Controls
Nejznámější použití ActiveX je tzv. ActiveX Controls – jde o malé soubory kódů, které si mohou uživatelé prohlížeče Internet Explorer stáhnout a spustit v počítači. ActiveX Controls jsou psané v běžných programovacích jazycích, jako je Visual Basic a C++. Nejedná se o samostatné aplikace a mohou být spuštěny pouze z hostitelské aplikace jako například Internet Explorer, MS Office apod. ActiveX Controls lze přirovnat k Java Appletům, na rozdíl od nich však mají plný přístup k operačnímu systému, neboť jde o objekty COM a mají tak neomezený přístup k počítači. ActiveX Controls mohou přistupovat k místnímu systému souborů a měnit nastavení registru operačního systému.

## Historie ActiveX
ActiveX představil Microsoft poprvé jako součást svých technologií OLE (Object Linking and Embedding) a COM (Component Object Model). OLE byla komplikovaná technologie a vzhledem ke špatné podpoře COM v MFC (Microsoft Foundation Class), přišel Microsoft v roce 1996 se zjednodušením, které dostalo nový název ActiveX. V roce 1996 rovněž Microsoft vydal novou verzi Internet Exploreru 3.0, ve kterém umožnil implementaci ActiveX komponent do HTML kódu. Webové prohlížeče se tak díky ActiveX staly rozmanitějšími, ale začaly rovněž pochybnosti o bezpečnosti, protože jakmile Internet Explorer narazil na stránku používající ActiveX, tak automaticky stahoval a instaloval ovladač téměř bez účasti uživatele, což byl pochopitelně důvod k námitkám.

## Bezpečnost používání
ActiveX jsou často zneužívány k virovým útokům. ActiveX se po stažení stávají součástí operačního systému se schopností manipulace s hardware i software počítače. Microsoft po kritice namísto omezení funkcí ActiveX zvolil v následujících verzích IE jinou cestu zabezpečení. Microsoft vyvinul systém registrací a certifikátů, díky nimž může prohlížeč prvky ActiveX ověřovat ještě před samotným zavedením. Když je třeba stáhnout nový ActiveX, je uživatel dotázán, jestli chce pokračovat. Je ponecháno na rozhodnutí uživatele, zda je ActiveX legitimní, nebo se jedná např. o trojského koně. Aby Microsoft pomohl uživatelům s jejich rozhodnutím, dal tvůrcům možnost nechat si jejich aplikaci podepsat. Problémem však zůstalo, že spousta uživatelů si i tak nevědělo rady a na dotaz bezmyšlenkovitě odpověděli „ano“ a neznámou ActiveX komponentu stáhli.
ActiveX je dnes již překonaná technologie, která navíc dokáže být nebezpečná a její používání se nedoporučuje.

## Ostatní ActiveX technologie
Společnost Microsoft vyvinula velké množství produktů a softwarových platforem s ActiveX objekty.
- Active Server Pages
- ActiveMovie, později přejmenované na DirectShow
- technologii pro skriptování ActiveX objekty
- ActiveX Streaming Format (ASF), přejmenováno na Advanced Streaming Format, poté na Advanced Systems Format.